# الشرطة في البرازيل
في البرازيل، يُنشئ الدستور الاتحادي ست مؤسسات لإنفاذ القانون - خمسة فخرية وواحدة مساعدة. المؤسسات الفخارية هي: الشرطة الفيدرالية، وشرطة الطرق السريعة الاتحادية، وشرطة السكك الحديدية الاتحادية، والشرطة العسكرية للولاية وفرقة الإطفاء، والشرطة المدنية للولاية. من بين هؤلاء، الثلاثة الأوائل تابعون للسلطات الفيدرالية والأخيران تابعون لحكومات الولايات. مؤسسات السلامة العامة هذه هي جزء من الفرع التنفيذي لأي حكومة اتحادية أو حكومة ولاية. وبصرف النظر عن هذه المؤسسات الخمس، هناك مؤسسات أخرى تابعة للسلطات البلدية: الحرس البلدي. وبحسب الوزير ألكسندر دي مورايس من المحكمة الاتحادية العليا، فإن «الحرس البلدي يتم إدخالهم في السلامة العامة كهيئة مساعدة وقوة ذات صلة لقوة الأمن العام». أعطى القانون الاتحادي 13022 (ساري المفعول منذ 8 أغسطس 2014) لهم صلاحيات الشرطة بحكم الواقع والقانون .
ووفقا لل محكمة الاتحادية العليا، قوات إنفاذ القانون مع التزام للحفاظ على السلامة العامة من خلال القانون البرازيلي هي تلك المذكورة في المادة 144 من الدستور الاتحادي كابوت، وهذا هو، أول خمسة القوات المذكورة آنفا. كقوة جديدة مذكورة في المادة 144 من الدستور الاتحادي - الفقرة الثامنة، يعمل الحراس في دعم وتكامل - دون علاقة التبعية معهم. في حالة وقوع حادث إجرامي (في حالة التلبس)، يقوم الحراس بإرسال الحادث إلى الشرطة المدنية و / أو الفيدرالية.
هناك وظيفتان رئيسيتان للشرطة: الحفاظ على النظام وإنفاذ القانون. عندما تؤثر الجرائم الجنائية على الكيانات الفيدرالية، تقوم قوات الشرطة الفيدرالية بهذه المهام. في الحالات المتبقية، تقوم قوات شرطة الدولة بأنشطة الشرطة.

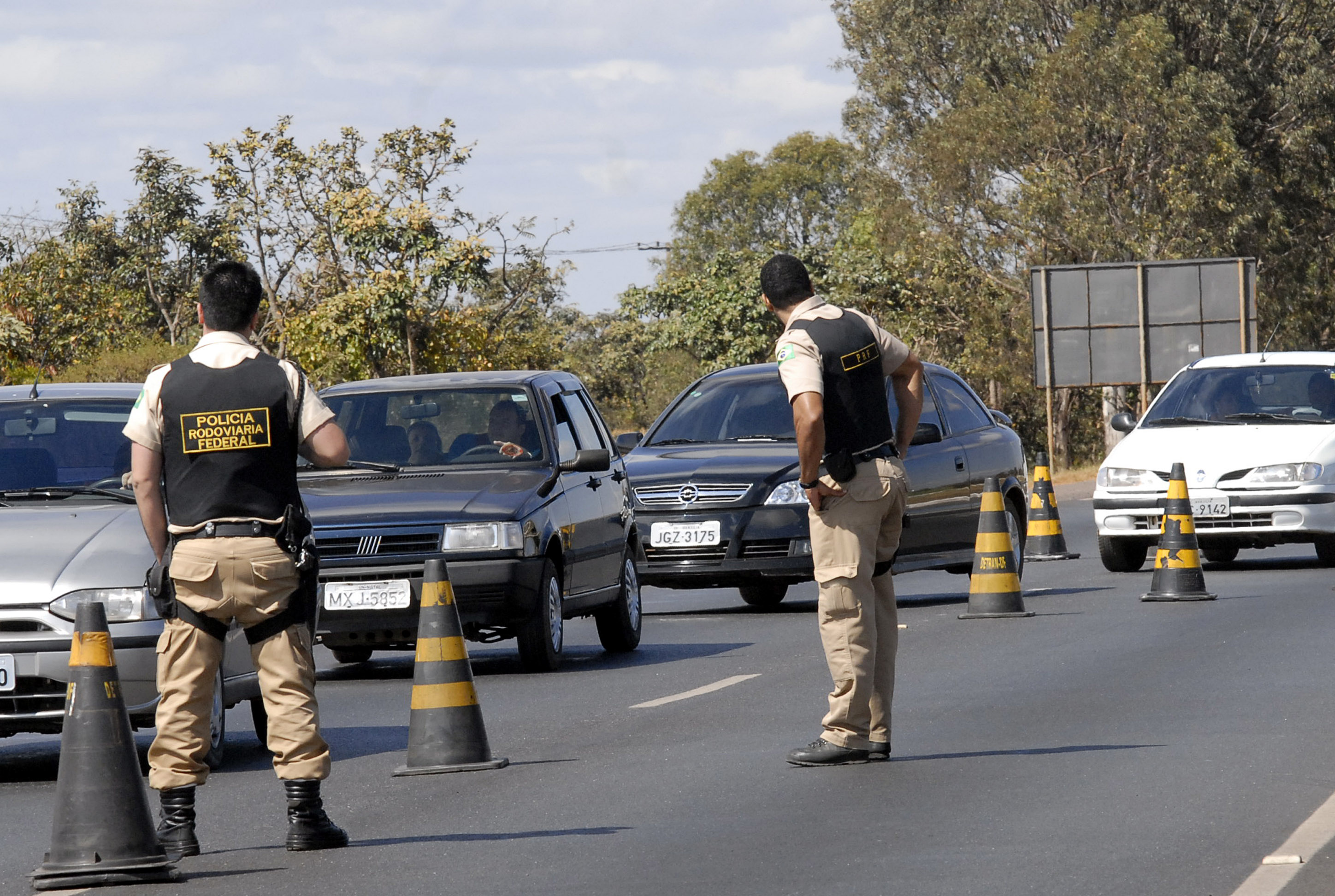
شرطة الطرق السريعة الفيدرالية (Polícia Rodoviária Federal)

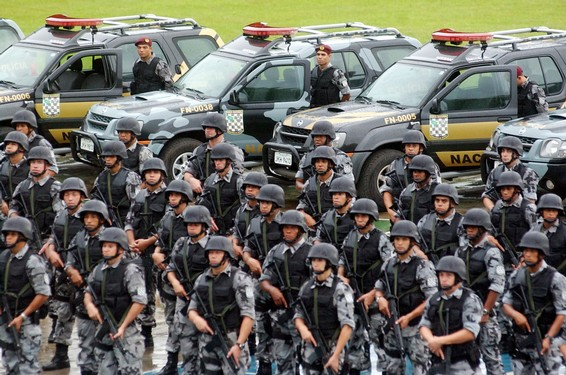
قوة الأمن العام الوطنية (Força Nacional de Segurança Pública)

## روابط خارجية
- " الشرطة الاتحادية البرازيلية " (البرتغالية)
- «شرطة ريو دي جانيرو العسكرية» (البرتغالية)
- «شرطة ريو دي جانيرو المدنية» (البرتغالية)
- «شرطة ساو باولو العسكرية» (البرتغالية)
- «شرطة ساو باولو المدنية» (البرتغالية)
- «شرطة ميناس جيرايس العسكرية» (البرتغالية)
- "Minas Gerais Civil Police" (البرتغالية)